# Bruant gris
Emberiza variabilis
Espèce
Statut de conservation UICN

 LC  : Préoccupation mineure
Le Bruant gris (Emberiza variabilis) est une espèce de la famille des Emberizidae.

## Liste des taxons de rang inférieur
Liste des sous-espèces selon GBIF (15 mai 2021) :
- Emberiza variabilis subsp. musica (Kittlitz, 1858)
- Emberiza variabilis subsp. variabilis

## Systématique
Le nom scientifique complet (avec auteur) de ce taxon est Emberiza variabilis Temminck, 1836.
Ce taxon porte en français le nom vernaculaire ou normalisé suivant : Bruant gris.